# Spring Lake (Karolina Północna)
Spring Lake – miasto w Stanach Zjednoczonych, w stanie Karolina Północna, w hrabstwie Cumberland.